# Сетное (Корочанский район)
Сетное — село, в составе Афанасовского сельского муниципального поселения Корочанского района Белгородской области Российской Федерации.

## География
Село находится в центре области: расстояние по автомобильной дороге до районного центра — города Корочи 8,4 км, до областного центра — Белгорода — 65,4 км.
Расположено на левом берегу реки Корочи (притока Нежеголи), на южной окраине Среднерусской возвышенности, рельеф окрестностей — холмистый, перепады высот — от 140 до 220 м над уровнем моря.
В селе шесть улиц: Березовая, Коммунарская, Мифоновка, Оськино, Рязановка, Центральная.

## История
В Московском государстве
Согласно историческим источникам, деревня Сетная (Сятная) впервые упоминается в документах 1647 года, как одно из селений Стариковского стана Корочанского уезда — южной территориально-административной единицы Московского государства. Основатели деревни — служилые люди, «испомещённые землёй» по царской жалованной грамоте, и причисленные к сословию однодворцев, имевшие право личного землевладения.
В Российской империи
Исторический документ 1719 года — «Перепись однодворцев, служилых людей солдатской, копейской и других служб, подьячих и гулящих людей г. Корочи, Верхнего и Нижнего стана Корочанского уезда», показывает село Сетное населённым пунктом в составе Корочанского уезда, жители которого значились однодворцами.
По сведениям Центрального Статистического комитета МВД 1862 года, значится: «Курской губернии, Корочанского уезда, IV-го стана, — Сетное (Козьмодемьянское тож), село казённое, при реке Короче. Расстояние от уездного города — 7 вёрст, от становой квартиры — 15 вёрст; количество дворов — 64, численность жителей — 548 чел., из них — 266 чел. муж. пола, 242 чел. жен. пола».
По данным Подворной переписи 1885 г.: Корочанского уезда Нечаевской волости село Сетное число дворов — 97, численность жителей — 723 чел. (375 муж. и 348 жен.), без земельного надела — 9 дворов; грамотных: 12 чел.
В СССР
В 1926 году — с приходом советской власти в селе было создано «Товарищество по совместной обработке земли» (ТОЗ), одно из первых в Корочанском районе, крестьяне объединившиеся в ТОЗе "едва сводили концы с концами", поэтому и в 1928 г. ТОЗ преобразовали в коммуну, которой отдали помещичью усадьбу Алфёрова, расположенную среди садов. Выращенную в садах антоновку коммунары возили на продажу на рынке Корочи и Белгорода. 
В 1932 году образован Сетнанский сельсовет, в составе: с. Сетное (1181 чел.), хут. Иконников (2 чел.), Плуталовка (140 чел.) и выселок "Коммуна" (147 чел.). В советский период в селе была открыта Сельскохозяйственная одногодичная школа (90 чел. учащихся) по подготовке специалистов овощеводства, садоводства и пчеловодства; при школе было учебно-производственное хозяйство, фруктовый сад, пруд с рыбой, амбары, столовая, баня, конюшня; при ликвидации сельхозшколы её имущество передано Корочанскому сельхозтехникуму.
По данным Переписи населения 1979 года в Сетном численность жителей — 469 чел., в 1989 г. — 389 (151 муж. и 238 жен.). В 1997 г. значится 166 личных хозяйств, 395 чел..

## Православие
В 1757 году,  на средства жителей, в деревне построена православная церковь во имя святых Космы и Дамиана Римских; в приходе —  с. Сетное, д. Афанасьевка, два сельца Плуталовка  и Лазаревка. При антирелигиозной политике советской власти в 1930-е годы церковь была закрыта, ныне — не сохранилась.